# Zapuže, Štalenska gora
Zapuže (nemško Haag) je naselje v Občini Štalenska gora v Okraju Celovec-dežela na osrednje-severnem robu Celovškega polja na Koroškem v Avstriji.

## Zgodovina
Naselje, ki se nahaja ob vzhodnem vznožju Čilberka, je bilo pred drugo svetovno vojno majhen kmečki zaselek z devetimi hišami. Do leta 1973 je bilo razdeljeno na dve občini, saj cesta proti Gospe Sveti - del stare rimske ceste - predstavlja mejo med katastrskima občinama Šenttomaž pri Celovcu in Mižlja vas.
Krajevno ime Zapuže, ki je bilo jasno dokumentirano šele leta 1534, razkriva nekaj o življenjskih razmerah prvih naseljencev, ki so bili zaradi divjadi prisiljeni ograditi kmetijska zemljišča, izkrčena iz gosposkega gozda. 
Že v 16. stoletju so bili v Zapužah večinoma kajže, tj. majhne kmetijske posesti, ki so bile podrejene Silberberžanom (rodbini Silberberg) v Timenici. Nekateri kajžlarji so morali namesto zemljiške rente plačevati nemerljive lovske pristojbine po presoji gospostva. Eden je opisan kot „Erbholde“, tj. osvobojeni podanik, ki je moral plačevati le obresti za dva petelina, vendar verjetno ni dobil veliko zemlje. Le dve posestvi p.d. Waldhauser in p.d. Stanmetz sta bili po velikosti popolni hubi.
Potem ko so bile že v prvih povojnih letih zgrajene posamezne provizorične hiše in manjše samostojne hiše, se je leta 1960 začela živahna naselitvena dejavnost. Zapuže so bile s 152 prebivalci ob popisu leta 2001 eno največjih naselij v občini Štalenska gora. Od takrat pa se je število prebivalcev precej zmanjšalo.

## Cerkvena ureditev
Zapuže pripadajo dvojezični dekaniji Tinje, ki je bila do leta 1938 slovenska (razen Otmanj, ki so bile dvojezične, nemško-slovenske) ter je sedaj uradno dvojezična, medtem ko je župnija Otmanej sama, uradno le še nemška. 

## Ledinska imena
V franciscejskem katastru so zapisana ledinska imena na severo-zahodu »Blatto« (Blato), »Haager feld« (Zapužko polje) ter "Sechzigerberg" (verjetno, po domačem pričevanju enako kot "Tamnach" (Na Tamnah, Temna gora). Na Tamnah je tudi osrednji siže literarne črtice domačega avtorja Bojan-Ilije Schnabla. Domače ledine prav v teh rajih so tudi siže črtice domačega avtorja "Božja pot do Gospe Svete in nazaj".

## Hišna imena
V zapisih slovenske Hranilnice in posojilnice Št. Tomaž iz Šenttomaža pri Celovcu so v Čilberku kot člani zapisani 
- p.d. Blažej > Blažej (Mörtl Tomaž pd. Blažej v Zapužah);
- Robič > Robič, Robičeva (Lizika Wolf pd. Robičeva v Zapužah) in
- Rôt > Rôt, Rôtinja und Rôtov, Rôtova (Miklautz Jožef, Rot v Zapužah) ter
- Stamec > Stamec (Zechner Simon p.d. Stamec v Zapužah štev. 8).[11][12]

Wilhelm Wadl omenja sledeči hubi: Waldhauser in Stanmetz (verjetno isti kot Stamec zgoraj).

## Narečje
Zgodovinsko domače slovensko narečje je (bila) poljanščina Celovškega polja, kot je bilo zapisano leta v doktorski disertaciji Katje Sturm-Schnabl leta 1973 ter terminološko opredeljeno kot takšno šele v okviru znanstveno raziskovalnega dela Bojana-Ilije Schnabl ob pripravah za Enciklopedije slovenske kulturne zgodovine na Koroškem (2010 oz.  2016). V disertaciji je p.d. Rôt bil eden izmed izvirnih »informantov« za zapis narečja.
Nemščina je prisotna v obliki osrednje-koroškega nemškega narečja.

## Slovensko kulturno življenje
Začetek 20. stoletja so bile Zapuže zajete v kulturno življenje Slovenskega prosvetnega društva »Edinost Št. Tomaž«, ki je bilo ustanovljeno leta 1910 ter »Hranilnice in posojilnice Št. Tomaž«, ki je bila ustanovljena leta 1912/13 v Šenttomaža pri Celovcu. Med pristnimi domačini je dolgo po vojni še veljal p.d. Rôt, saj je tudi dal izredno zanimiv intervju za zapis domačega narečja.

## Literarni spomenik
Poseben literarni spomenik p.d. Rotu v Zapužah je ovekovečen v črtici "Najslaši greh, ali Neomadeževana ljubezen" domačega avtorja Bojan-Ilije Schnabl v zbirki Magnolija in tulipani (Celovec 2014), ki s tem ohranja živ spomin na domače tradicije in domač jezik.

## Literarna podoba
- Bojan-Ilija Schnabl: Tamnah, Na Tamnah – Temna gora: Zgodovinska črtica o imenu hriba nad Celovškim poljem. V: Koledar Mohorjeve družbe 2013. Celovec 2012, str. 134-137.
- Bojan-Ilija Schnabl. Božja pot do Gospe Svete in nazaj ali večno mlade lipe. V: Koledar Mohorjeve družbe v Celovcu za prestopno leto 2012. Celovec: Mohorjeva družba, Celovec 2011, str. 112-116.
- Bojan-Ilija Schnabl: "Najslaši greh, ali Neomadeževana ljubezen" . V: Bojan-Ilija Schnabl, Magnolija in tulipani. Celovec, Drava 2014, str. 17-22.
- Bojan-Ilija Schnabl: Poljanski camino, str. 14-23.

## literatura
- Wilhelm Wadl: Magdalensberg: Natur – Geschichte – Gegenwart. Gemeindechronik, Verlag Johannes Heyn, Klagenfurt 1995, ISBN 3-85366-812-7., 2. izdaja, 2024, 440 str., tu stran 272.